# Douchanbé
Douchanbé (tadjik : Душанбе, /duʃæmˈbe/ ; en russe : Душанбе ; en persan : دوشنبه), autrefois orthographiée Douchambé, est la capitale du Tadjikistan. En 2024, sa population était estimée à 1 560 000 habitants. Elle porta le nom de Stalinabad de 1929 à 1961.

## Toponymie
Son nom vient du mot persan signifiant « lundi » (du « deux » + šambe « samedi » ; littéralement « deux (jours après) samedi ») et fait référence au fait qu'un marché populaire y a lieu le lundi. La ville est arrosée par le Varzob, important affluent du Kofarnikhon.

## Histoire
Des vestiges archéologiques datant du Ve siècle av. J.-C. révèlent un simple village accueillant un marché du lundi.
En 1920, le dernier émir de Boukhara se réfugie brièvement dans la petite ville de Douchanbé après avoir été renversé lors de la révolution russe. Il part ensuite pour l'Afghanistan après que l'Armée rouge eut conquis l'endroit l'année suivante. La ville est brièvement prise par Ismail Enver et ses combattants en 1922 et sert d'état-major à Ibrahim Bek, chef ouzbek qui combat les bolcheviks.

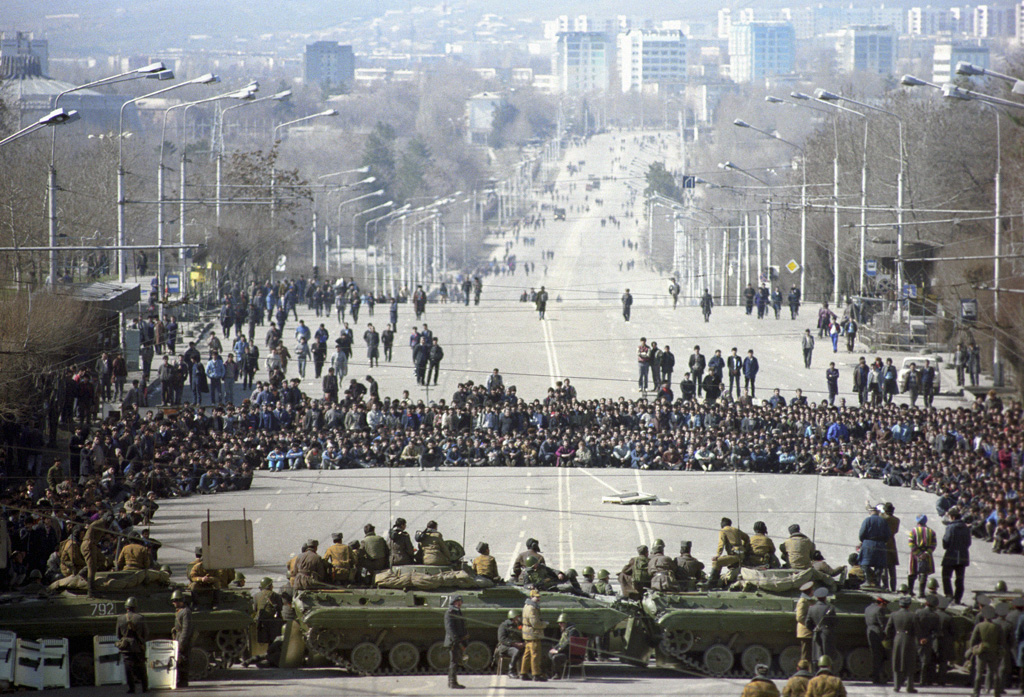
Émeutes à Douchanbé en février 1990.

Avec la victoire de l'Armée rouge et l'arrivée du chemin de fer en 1929, la ville devient la capitale de la république socialiste soviétique du Tadjikistan. En hommage à Staline, elle est renommée Stalinabad. Le 10 novembre 1961, dans le cadre de la politique de destalinisation, elle retrouve son nom de Douchanbé.
Les Soviétiques transforment l'endroit en centre de production pour le coton et l'aluminium, et y déplacent des centaines de milliers de personnes venant de toute l'Union soviétique. Douchanbé est alors une cité paisible et relativement prospère sous le régime soviétique, siège d'une université et de l'Académie des sciences.
De violentes manifestations ont lieu en 1990, après les plans de relocalisation de dizaines de milliers de réfugiés arméniens, exacerbant un fort sentiment nationaliste. Peu de temps après l'indépendance du pays, la ville est fortement touchée par la guerre civile, qui dure de 1992 à 1997.

## Population
Recensements (*) ou estimations de la population :
| 1926* | 1939*  | 1959*   | 1970*   | 1979*   |
| ----- | ------ | ------- | ------- | ------- |
| 5 600 | 83 000 | 224 242 | 373 885 | 493 528 |

| 1989*   | 2000*   | 2010*   | 2013     | 2014    |
| ------- | ------- | ------- | -------- | ------- |
| 595 820 | 561 895 | 724 844 | 764 300* | 778 500 |

| 2022      | - | - | - | - |
| --------- | - | - | - | - |
| 1 201 800 | - | - | - | - |

## Climat
| Mois                                  | jan.       | fév.       | mars       | avril     | mai       | juin     | jui.      | août     | sep.      | oct.      | nov.       | déc.       | année      |
| ------------------------------------- | ---------- | ---------- | ---------- | --------- | --------- | -------- | --------- | -------- | --------- | --------- | ---------- | ---------- | ---------- |
| Température minimale moyenne (°C)     | −0,9       | 0,5        | 5,5        | 10,1      | 13,4      | 17,2     | 18,9      | 17,2     | 12,7      | 7,8       | 3,8        | 0,4        | 8,9        |
| Température moyenne (°C)              | 3,1        | 5          | 10,5       | 15,8      | 20,1      | 25,1     | 27,4      | 26       | 21,2      | 14,7      | 9          | 4,6        | 15,2       |
| Température maximale moyenne (°C)     | 9          | 11         | 17         | 22,8      | 27,9      | 33,6     | 36,4      | 35,5     | 31,3      | 24,4      | 16,7       | 11,1       | 23,1       |
| Record de froid (°C) date du record   | −26,6 1934 | −17,6 2014 | −12,9 1945 | −6,1 1956 | 1,2 1989  | 8,4 1945 | 10,9 1972 | 8,2 1972 | −1 2001   | −4,4 1953 | −13,5 1950 | −19,5 1948 | −26,6 1934 |
| Record de chaleur (°C) date du record | 21,8 2002  | 27,7 2016  | 32,2 2018  | 35,3 2015 | 38,8 1961 | 43 2001  | 43,7 2017 | 45 2011  | 38,9 1959 | 36,8 1941 | 31,9 2017  | 24,3 1971  | 45 2011    |
| Ensoleillement (h)                    | 120        | 121        | 156        | 198       | 281       | 337      | 352       | 338      | 289       | 224       | 164        | 119        | 2 699      |
| Précipitations (mm)                   | 100        | 95         | 102        | 112       | 75        | 17       | 4         | 1        | 4         | 29        | 55         | 60         | 654        |
| Nombre de jours avec précipitations   | 8,5        | 9,1        | 13,4       | 9,8       | 7,8       | 1,5      | 0,7       | 0,1      | 0,8       | 3,7       | 5,3        | 8,1        | 68,8       |
| Humidité relative (%)                 | 69         | 67         | 65         | 63        | 57        | 42       | 41        | 44       | 44        | 56        | 63         | 69         | 57         |

| Diagramme climatique                                  |         |          |             |            |            |           |           |           |           |           |           |
| J                                                     | F       | M        | A           | M          | J          | J         | A         | S         | O         | N         | D         |
| 9−0,9100                                              | 110,595 | 175,5102 | 22,810,1112 | 27,913,475 | 33,617,217 | 36,418,94 | 35,517,21 | 31,312,74 | 24,47,829 | 16,73,855 | 11,10,460 |
| Moyennes : • Temp. maxi et mini °C • Précipitation mm |         |          |             |            |            |           |           |           |           |           |           |

## Transports

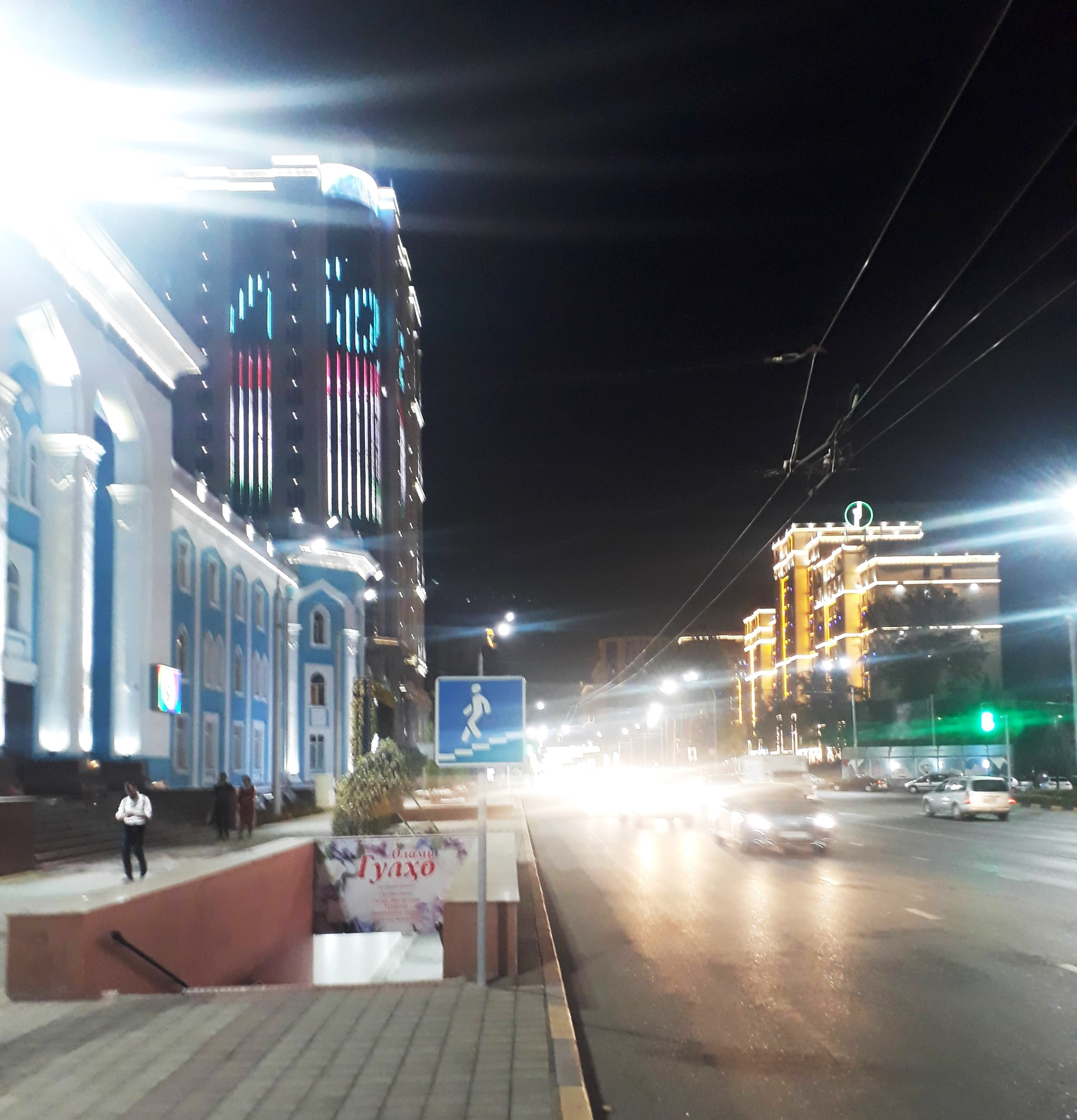
Rue de Douchanbé la nuit.

La ville est desservie par  l'aéroport international de Douchanbé. La route qui relie Douchanbé à la frontière afghane est souvent désignée comme une « autoroute de la drogue ».

## Patrimoine
- La mosquée Haji Yakoub
- Le musée ethnographique
- Le monument à Ismail Ier
- La cathédrale Saint-Nicolas de Douchanbé

## Politique
L'actuel maire de la ville se nomme Rustam Emomali depuis le 12 janvier 2017.

## Enseignement
Douchanbé possède plus d'une centaine d'établissements d'enseignement secondaire, spécialisé, universitaire et supérieur. Elle abrite aussi l'académie des sciences du Tadjikistan et dix-sept instituts de recherche. Parmi ses établissements d'enseignement supérieur, l'on peut distinguer :
- l'université nationale tadjike, la plus importante du pays ;
- le conservatoire national tadjik ;
- l'institut d'art Toursounzadé ;
- l'institut tadjik de finance et d'économie ;
- l'université technologique du Tadjikistan ;
- l'université slave russo-tadjike ;
- l'université technique Ossimi ;
- l'université tadjike de médecine Abou Ali Ibn-Sina ;
- l'université tadjike pédagogoque ;
- l'université tadjike agraire Chotemour ;
- l'université tadjike du commerce ;
- l'institut islamique du Tadjikistan Imam Azama ;
- l'institut tadjik des langues Oulougzod ;
- l'institut tadjik de culture physique ;
- l'académie des Affaires étrangères de la république du Tadjikistan ;
- l'institut militaire de la république du Tadjikistan ;
- l'institut militaire des garde-frontières de la république du Tadjikistan ;
- la filiale de l'université de Moscou dans la ville de Douchanbé[6] ;
- la filiale de l'université nationale de recherche technologique de Moscou.

## Jumelages
La ville de Douchanbé est jumelée avec :
- Lusaka (Zambie) depuis août 1966
- Sanaa (Yémen) depuis le 25 juin 1967
- Monastir (Tunisie) depuis le 24 novembre 1967
- Lahore (Pakistan) depuis le 15 septembre 1976
- Klagenfurt (Autriche) depuis le 22 mars 1989
- Boulder (États-Unis) depuis le 8 mai 1987
- Reutlingen (Allemagne) depuis le 24 mars 1990
- Mazâr-e Charîf (Afghanistan) depuis le 13 juillet 1991
- Téhéran (Iran) depuis juillet 1995
- Chiraz (Iran) depuis le 16 juillet 1992
- Saint-Pétersbourg (Russie) depuis le 16 février 1992
- Minsk (Biélorussie) depuis le 21 juillet 1998
- Ürümqi (Chine) depuis le 31 août 1997
- Ankara (Turquie) depuis le 11 décembre 2003

## Partenariats économiques
La ville de Douchanbé a signé des accords de partenariat économique avec :
- Moscou (Russie) depuis le 13 octobre 1994
- Saratov (Russie) depuis le 30 novembre 1999

## Personnalités
- Takhmina Radjabova (1982-), actrice, réalisatrice, journaliste et animatrice de télévision tadjike
- Anatoly Starostin (1960-), pentathlonien, double champion olympique en 1980.
- Viktor Bout (1967-), trafiquant d'armes russe.
- Rustam Sharipov (1971-), gymnaste ukrainien, double champion olympique.
- Manizha (1991-), chanteuse et autrice-compositrice russo-tadjik

### Remarque
On peut se demander pourquoi l'ancienne orthographe, Douchambé, n'a pas été conservée car des millions d'écoliers français ont passé ou passent du temps à mémoriser que l'on écrit « em » ou « am » devant « m », « b », « p ».